# Клоуи Бенет
Клоуи Бенет (на английски: Chloe Bennet) е американска актриса и певица, известна с ролята си на Скай в сериала на ABC „Агентите на ЩИТ“.

## Биография

### Произход и детство
Родена е на 18 април 1992 г. в Чикаго, Илинойс, с името Клоуи Уанг. Дъщеря е на Стефани и Бенет Уанг. Баща ѝ е американец от китайски произход, инвестиционен банкер, а майка ѝ е американка. Тя има шестима братя, като трима са биологични, двама афроамерикански приемни и един мексикански-филипински приемен брат.
Още на 15 години тя се премества в Китай, за да стане певица, а малко по-късно променя името си на „Клоуи Бенет“, за да се хареса повече на западните медии.

### Кариера
Докато е в Китай, учи мандарин в Шанхай и Пекин. Тя издава дебютния си сингъл „Uh Oh“ на английски и мандарин, следва „Every Day In Between“ единствено на английски език. След това се премества в Лос Анджелис, Калифорния.
Нейната първа поява на малкия екран е през 2010 г. в танцувалния сериал „The Nightlife“. През 2011 г. се появява в музикалния видеоклип „Tonight“ на южнокорейската група „BIGBANG“.
От 2012 и 2013 г. Бенет изпълнява поддържаща роля в сериала „Nashville“ – Хейли.
През декември 2012 г. участва в кастинг и е избрана за една от главните роли в новия сериал на ABC „Агентите на ЩИТ“, чиято премиера е на 24 септември 2013 г. Тя влиза в ролята на Скай, която има славата на добра хакерка и скоро бива забелязана от тайна организация носеща името „ЩИТ“, към която впоследствие се присъединява като нов член на екипа.

### Личен живот
Има връзка с влогъра и актьор Логан Пол, но двамата се разделят през 2018 г.

## Филмография

### Филми
| Година | Заглавие                               | Роля       | Бележки      |
| ------ | -------------------------------------- | ---------- | ------------ |
| 2014   | Нострадамус                            | Лейн Фишър | късометражен |
| 2015   | Камбанка и легендата за приказния звяр | Чейсактьор | глас         |

### Сериали
| Година    | Заглавие                        | Роля          | Бележки             |
| --------- | ------------------------------- | ------------- | ------------------- |
| 2010      | The Nightlife                   | себе си/водещ |                     |
| 2012      | Intercept                       | Тес           | Неуспешно излъчване |
| 2012 – 13 | Nashville                       | Хейли         | 7 епизода           |
| 2013 –    | Агентите на ЩИТ                 | Скай          | Главна роля         |
| 2015      | Jake and the Never Land Pirates | Слуифти       | глас                |

## Дискография

### Песни
- „Uh Oh“ (английска версия) (2011)
- „Uh Oh“ (китайска версия) (2011)
- „Every Day in Between“[10] (2011)